# تپه جمال‌آباد
تپه جمال آباد مربوط به هزاره دوم قبل از میلاد - سده‌های میانه دوران‌های تاریخی پس از اسلام است و در شهرستان مراغه، بخش سراجو، دهستان سراجوی شرقی، ۱۰۰ متری روستای جمال آباد واقع شده و این اثر در تاریخ ۱۸ اسفند ۱۳۸۷ با شمارهٔ ثبت ۲۵۲۰۳ به‌عنوان یکی از آثار ملی ایران به ثبت رسیده است.